# Стирняй

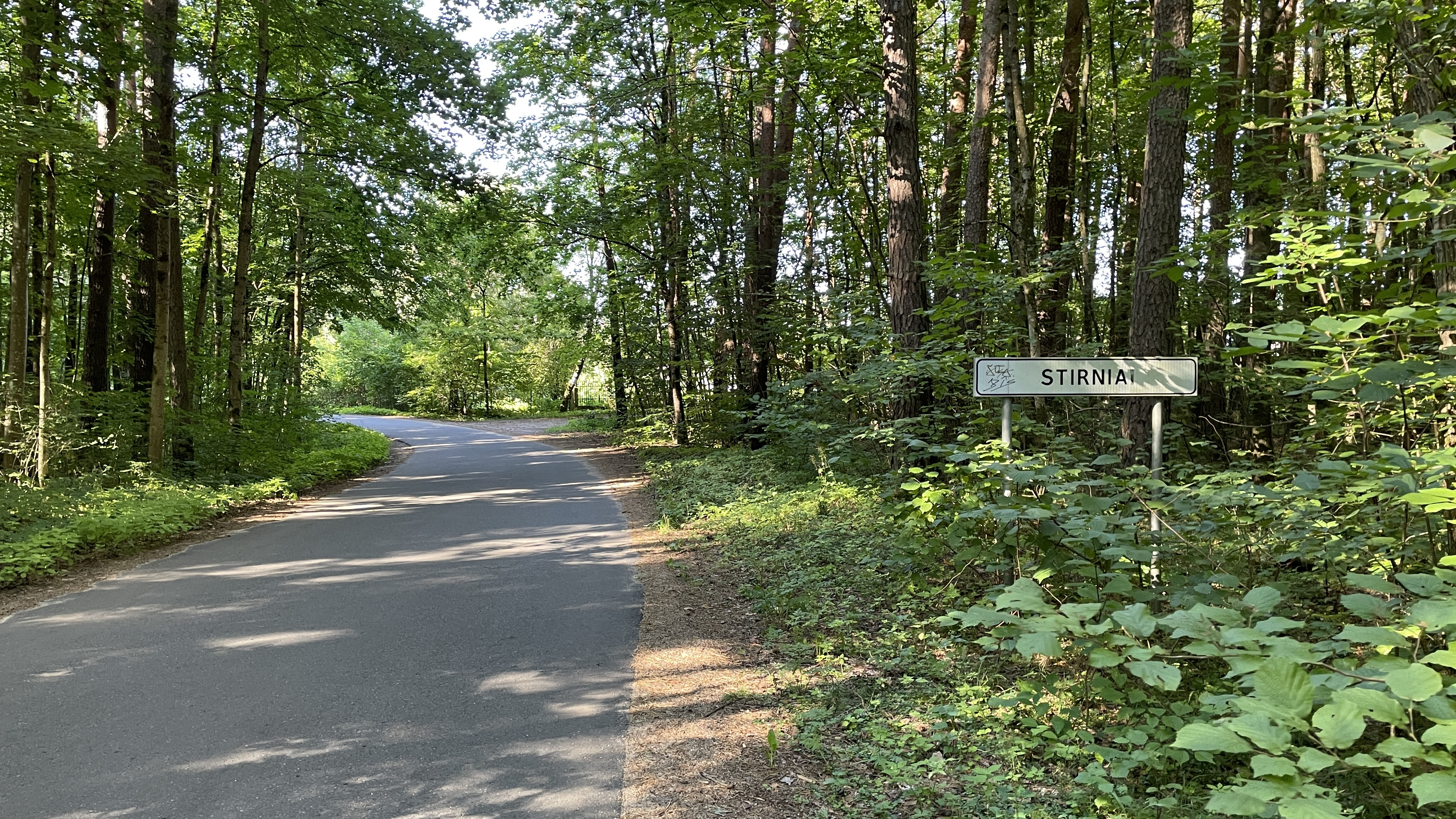
Въезд со стороны деревни Валай

Стирняй (лит. Stirniai, пол. Styrnia) — деревня в Лентварском старостве, в Тракайском районе Вильнюсского уезда Литвы. Располагается в 5 км на северо-западе от Григишек.

## Физико-географическая характеристика
Стирняй располагается на левом берегу реки Нерис, в 5 км на северо-западе от Григишек, в 7 км на севере от Лентвариса, на западе граничит с деревней Сайджяй.

## История
Деревня под названием З. Стирня упоминается на Российских картах 1860 и 1872 годов, под названием Styrnia упоминается на Польских картах 1925 и 1933 годов, под названием Стырня упоминается на Советских картах 1940, 1985 и 1990 годов.
В 1990 году в деревне был построен детский лагерь «Лакштингала» (с лит. „Lakštingala“ — рус. соловей), через несколько лет реструктуризированный в реабилитационный центр «Аушвяйта» (лит. „Aušveita“). Из-за многочисленных долгов 29 марта 2005 года реабилитационный центр был объявлен банкротом. Юридическое лицо было ликвидировано в 2017 году. На сегодняшний день постройки находятся в заброшенном состоянии, многие частично или полностью разрушены.

## Население
| 1905                           | 1931 | 1959 | 1970 | 1979 | 1989 | 2001 | 2011 | 2021 |
| ------------------------------ | ---- | ---- | ---- | ---- | ---- | ---- | ---- | ---- |
| 20                             | 39   | 19   | 15   | 12   | 6    | 48   | 26   | 22   |
| Гистограмма динамики населения |      |      |      |      |      |      |      |      |

## Изображения

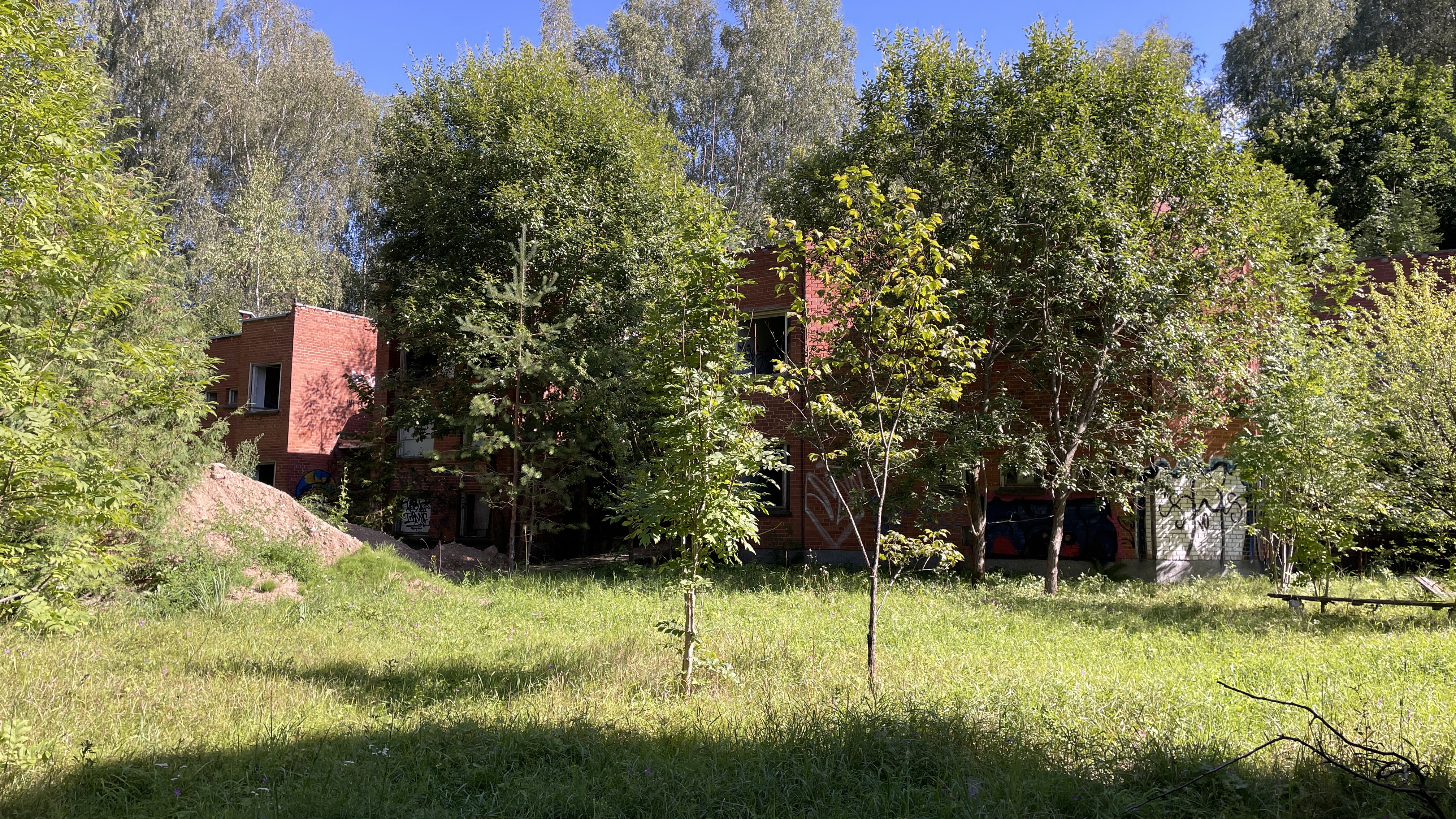
Заброшенный реабилитационный центр, 2 корпус
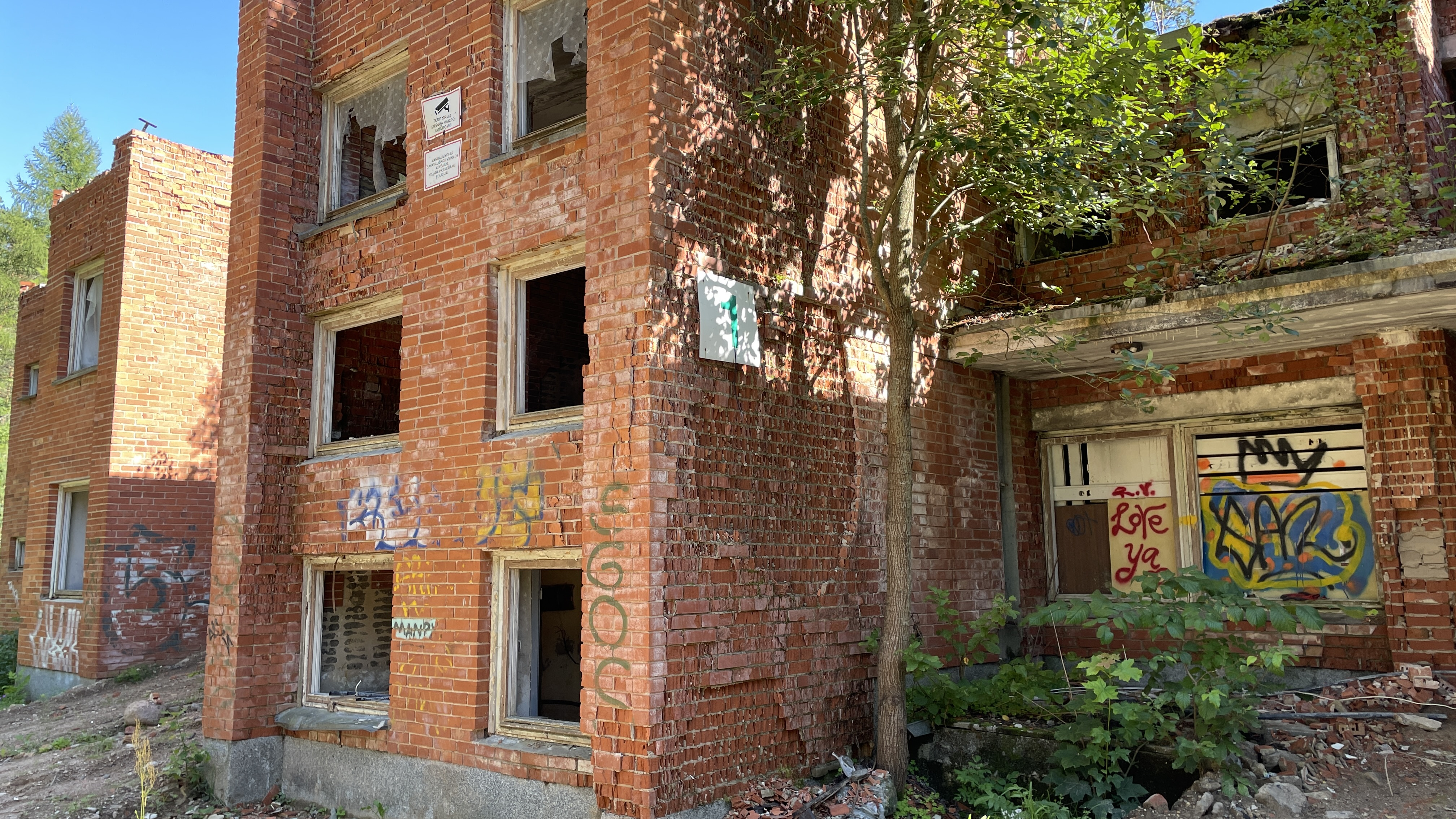
1 корпус
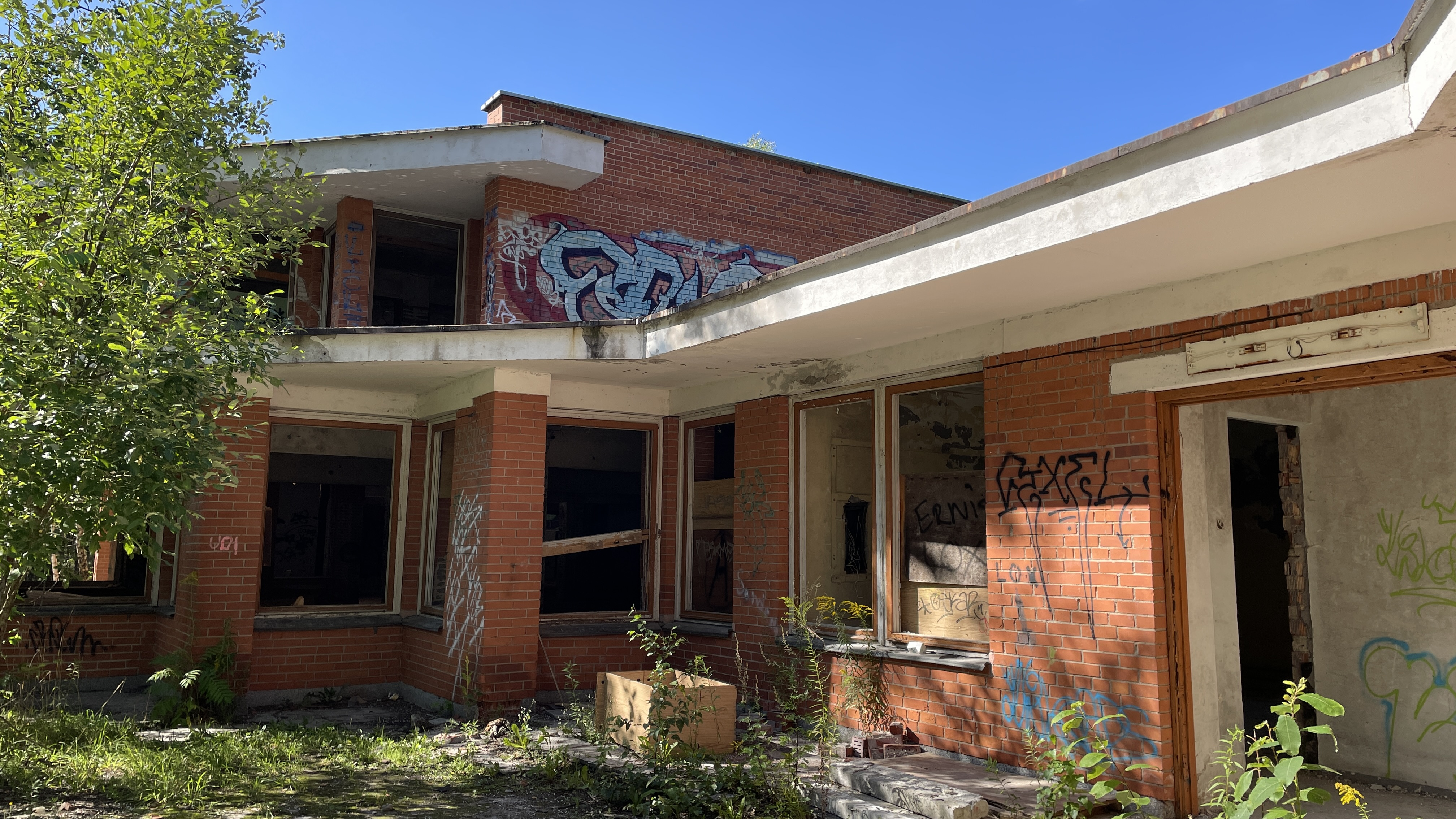
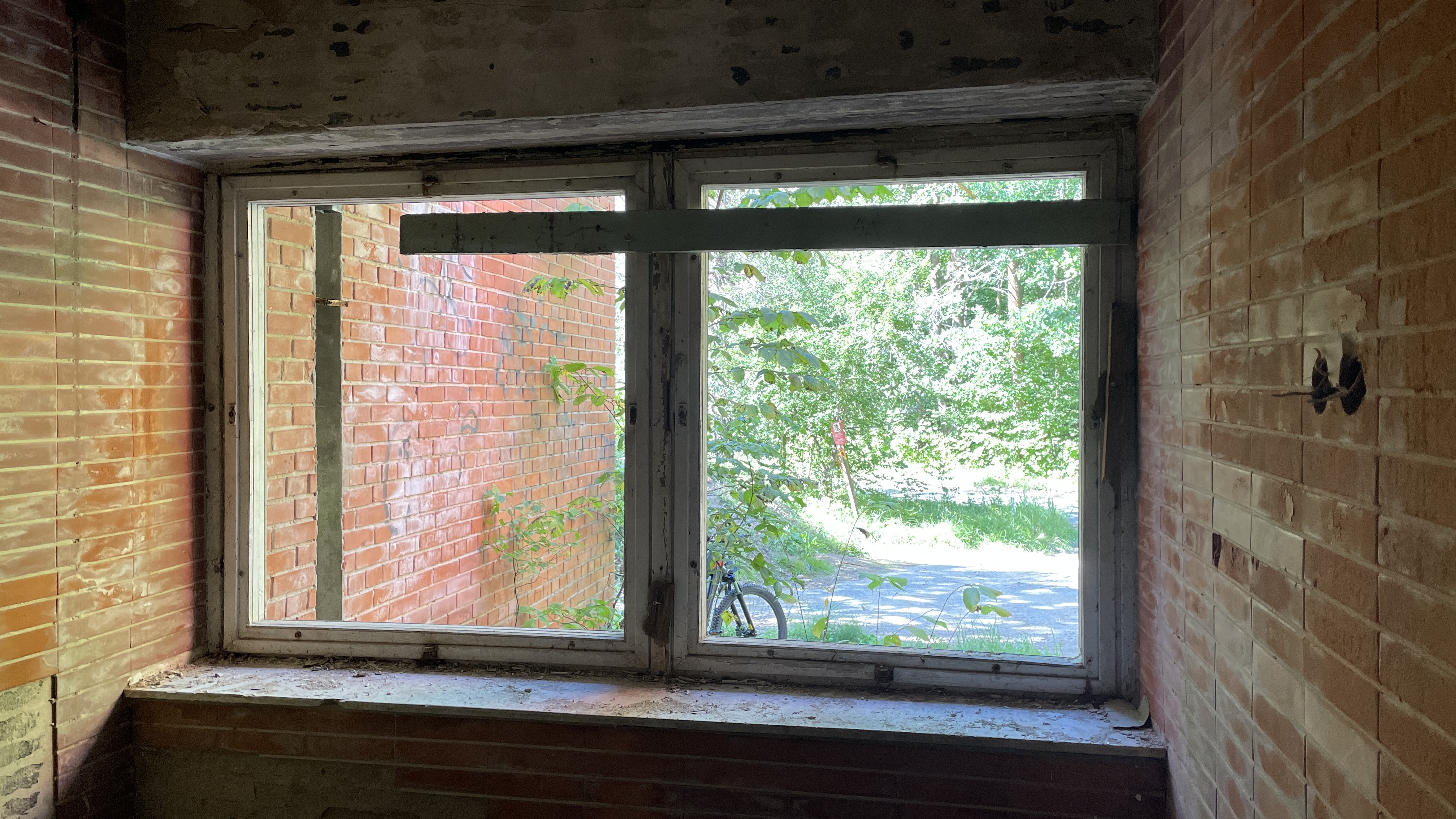
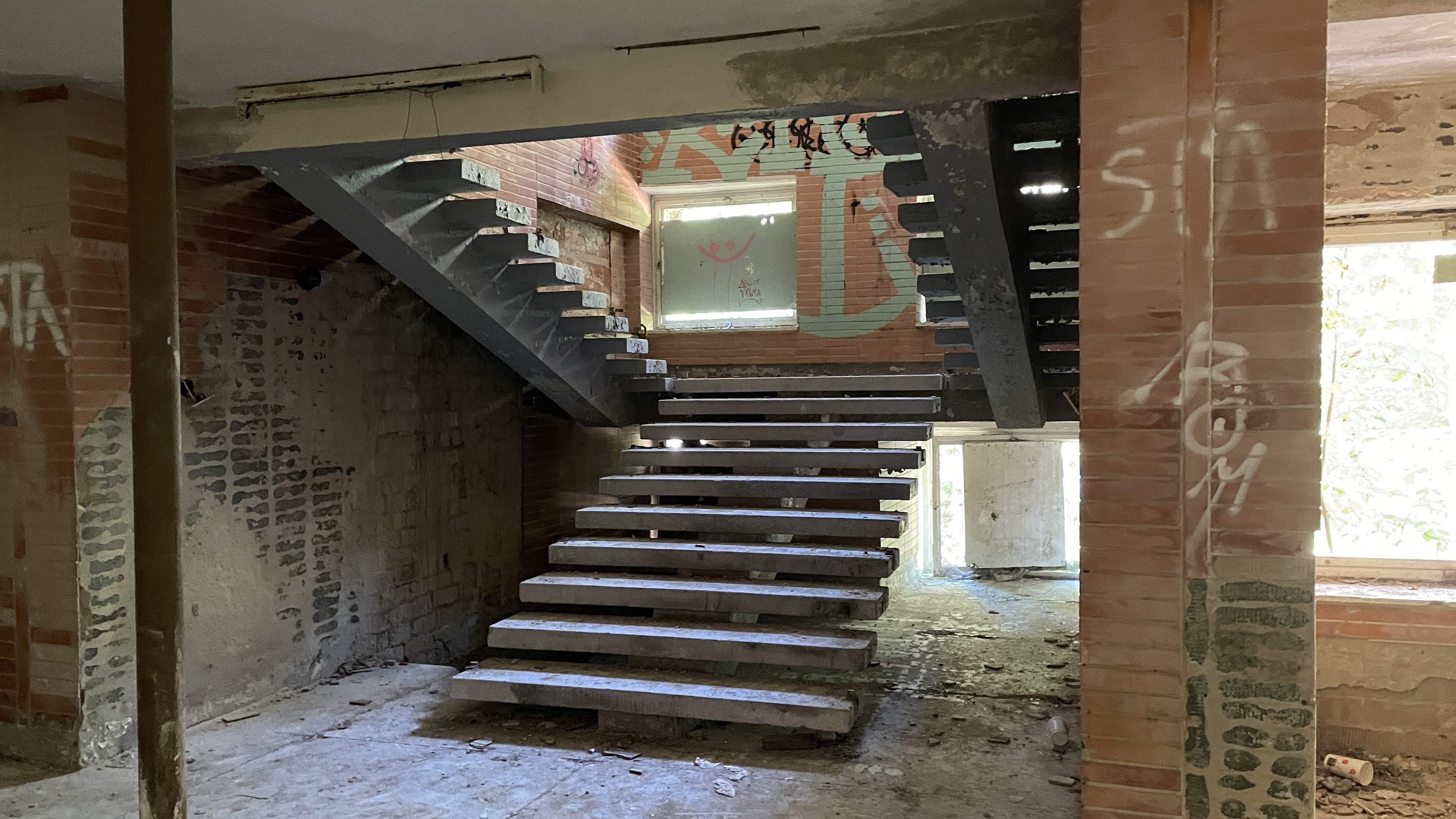
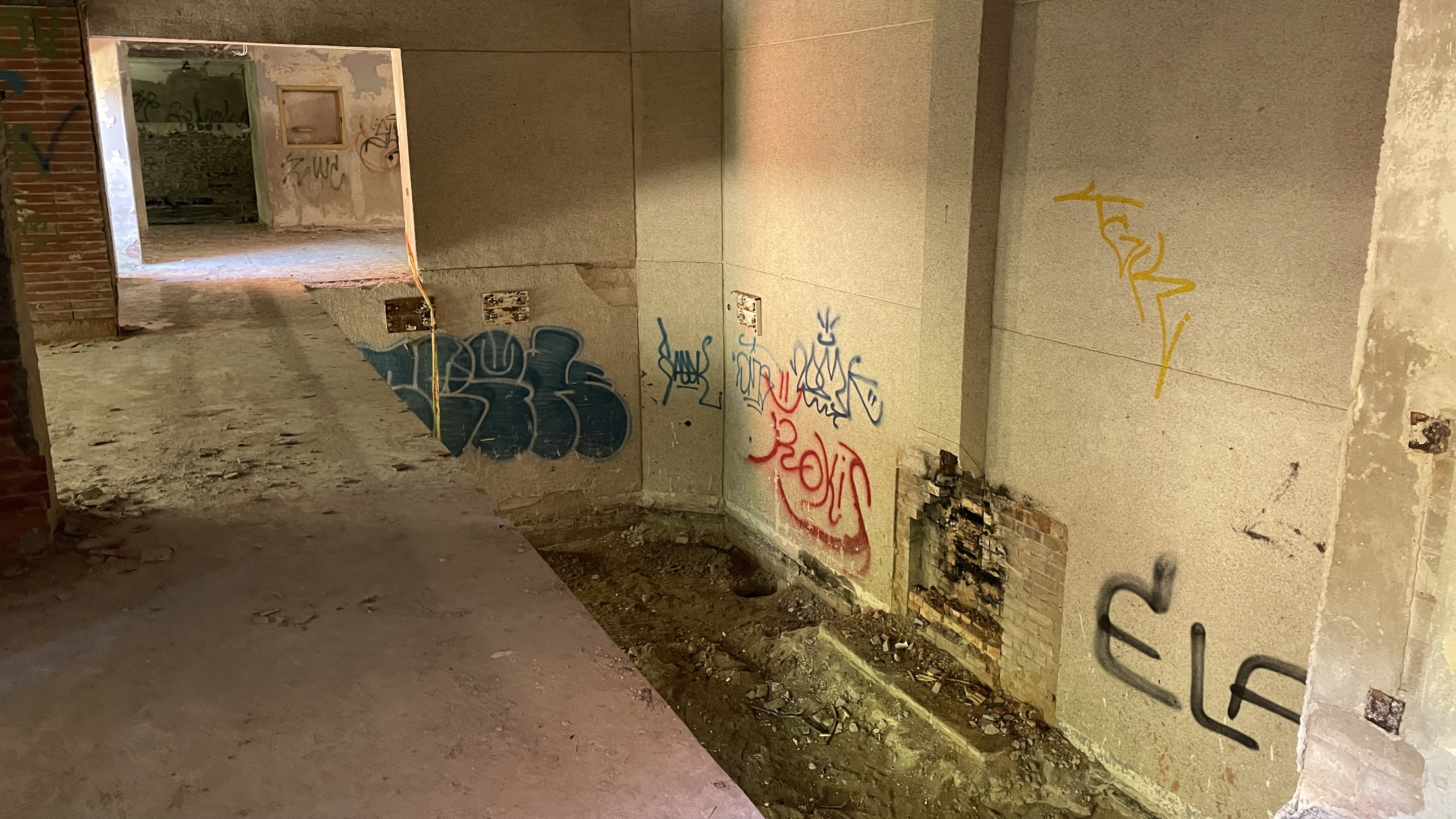
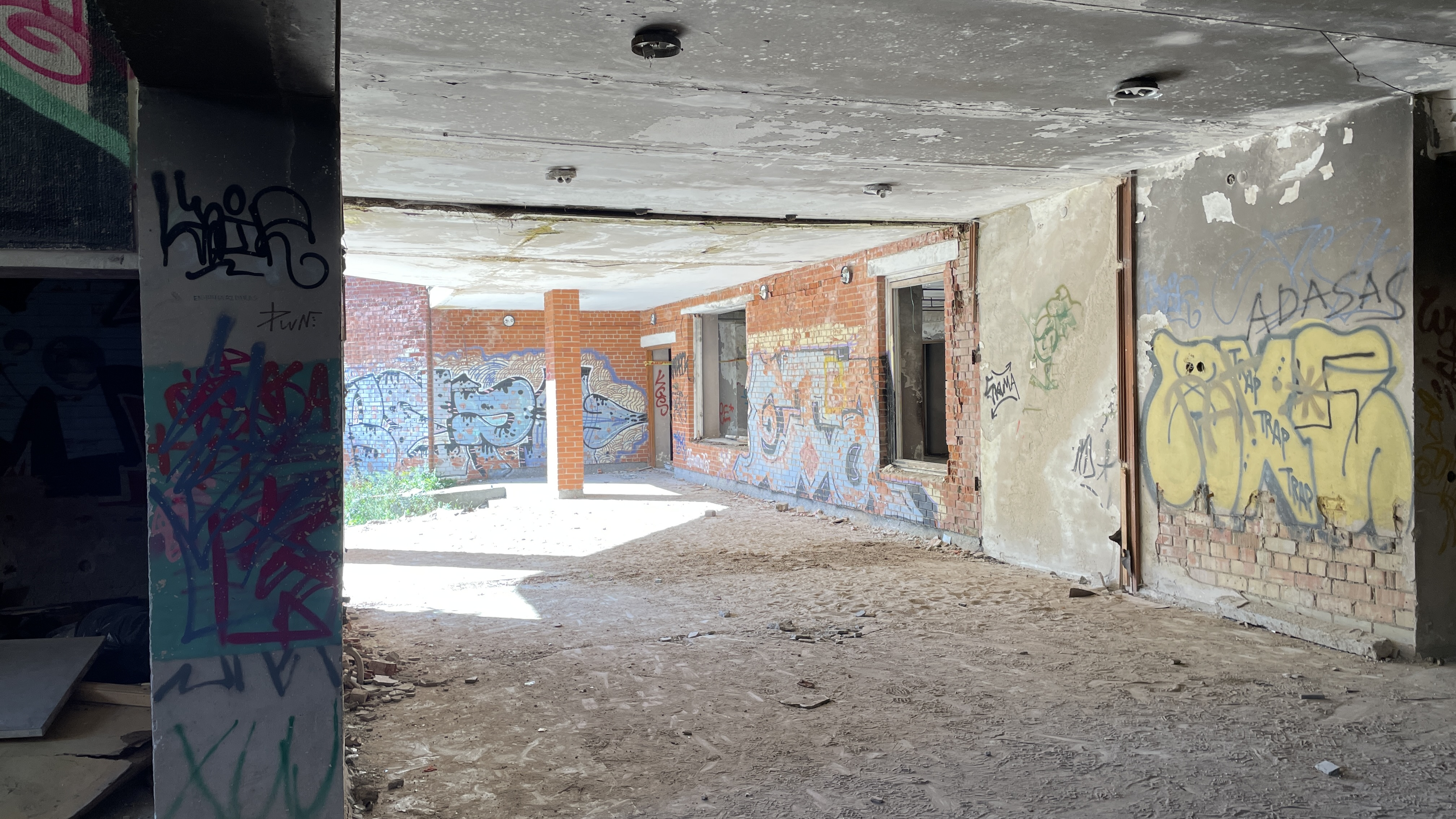
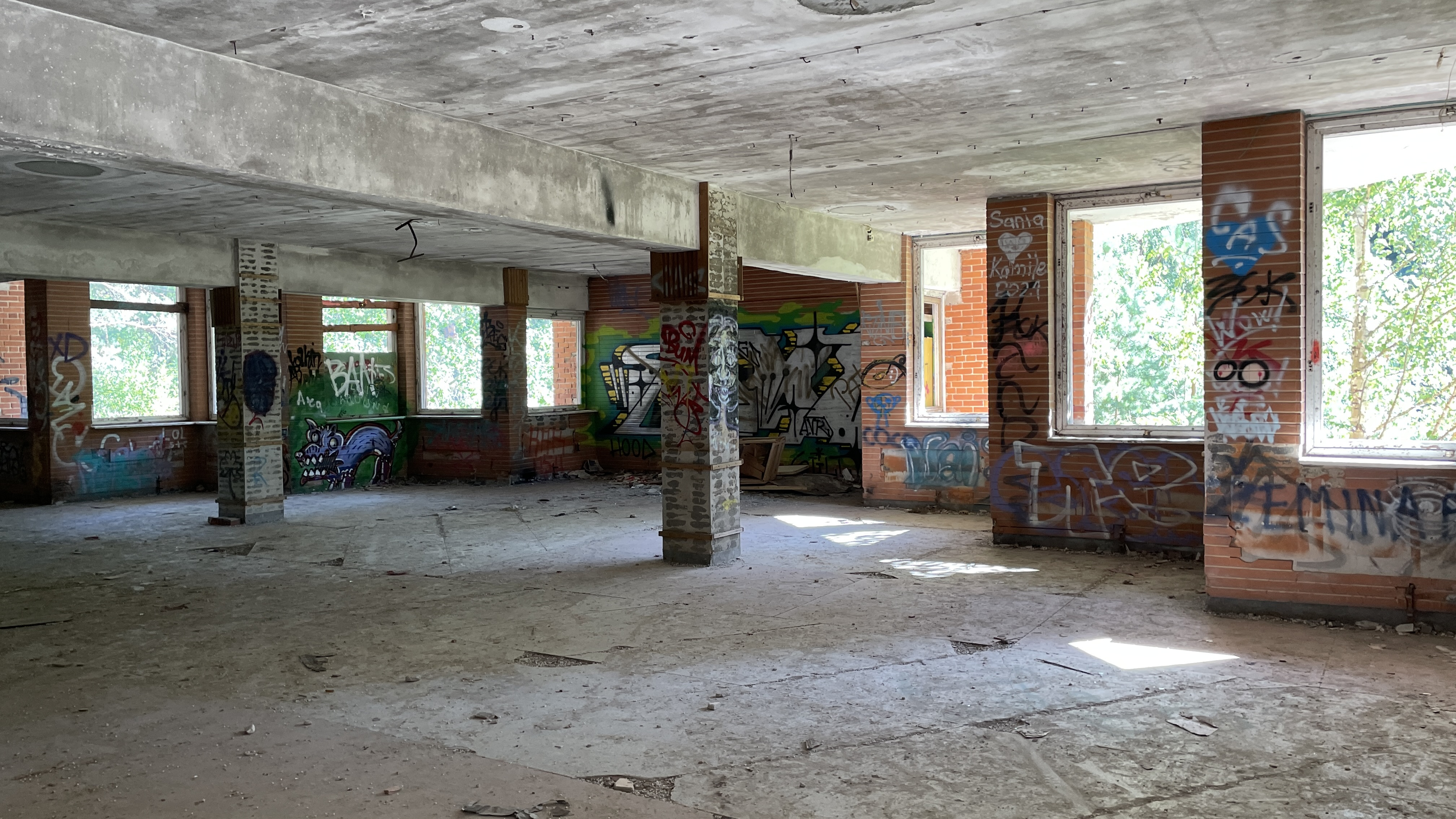
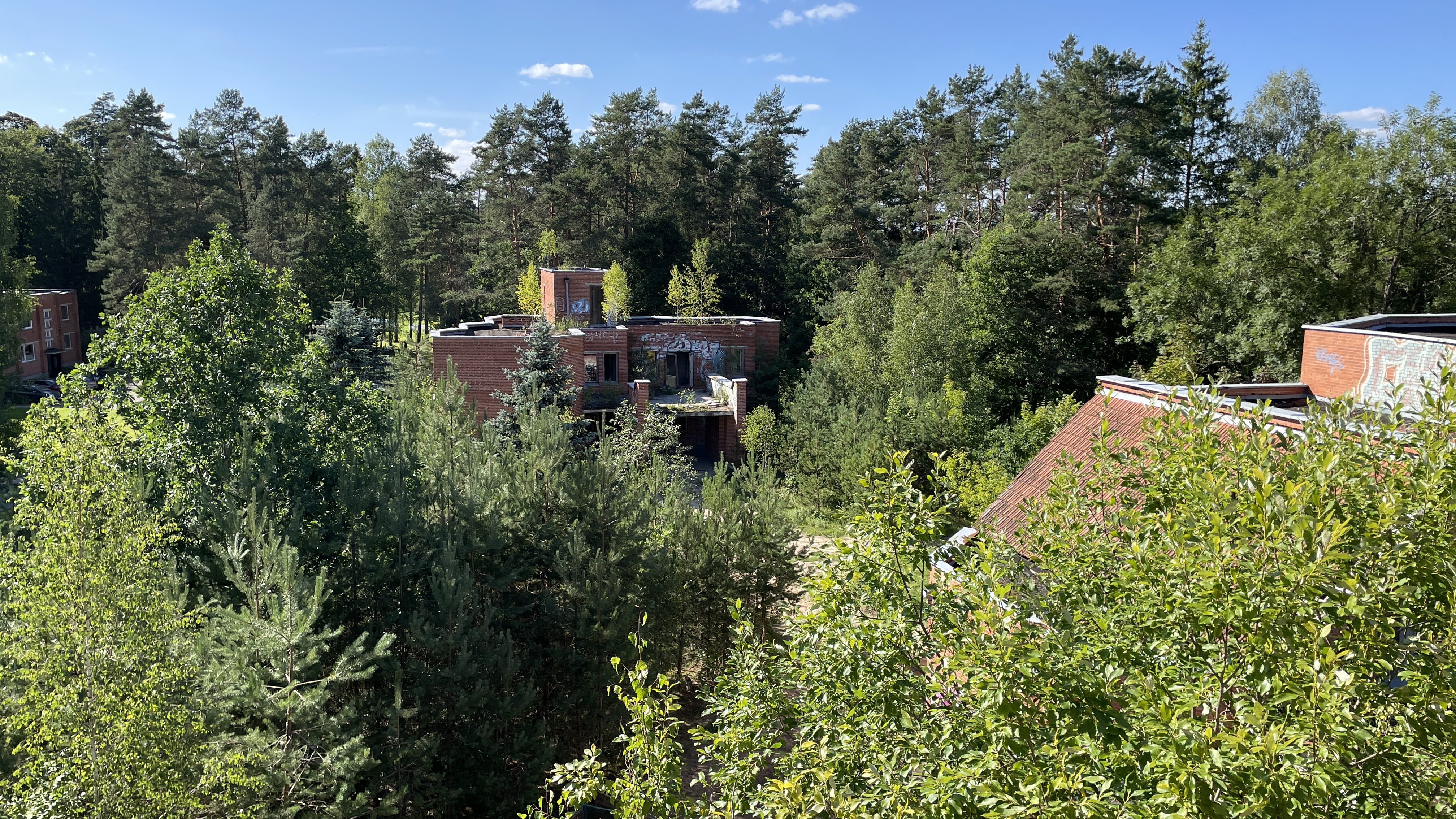
Вид с крыши
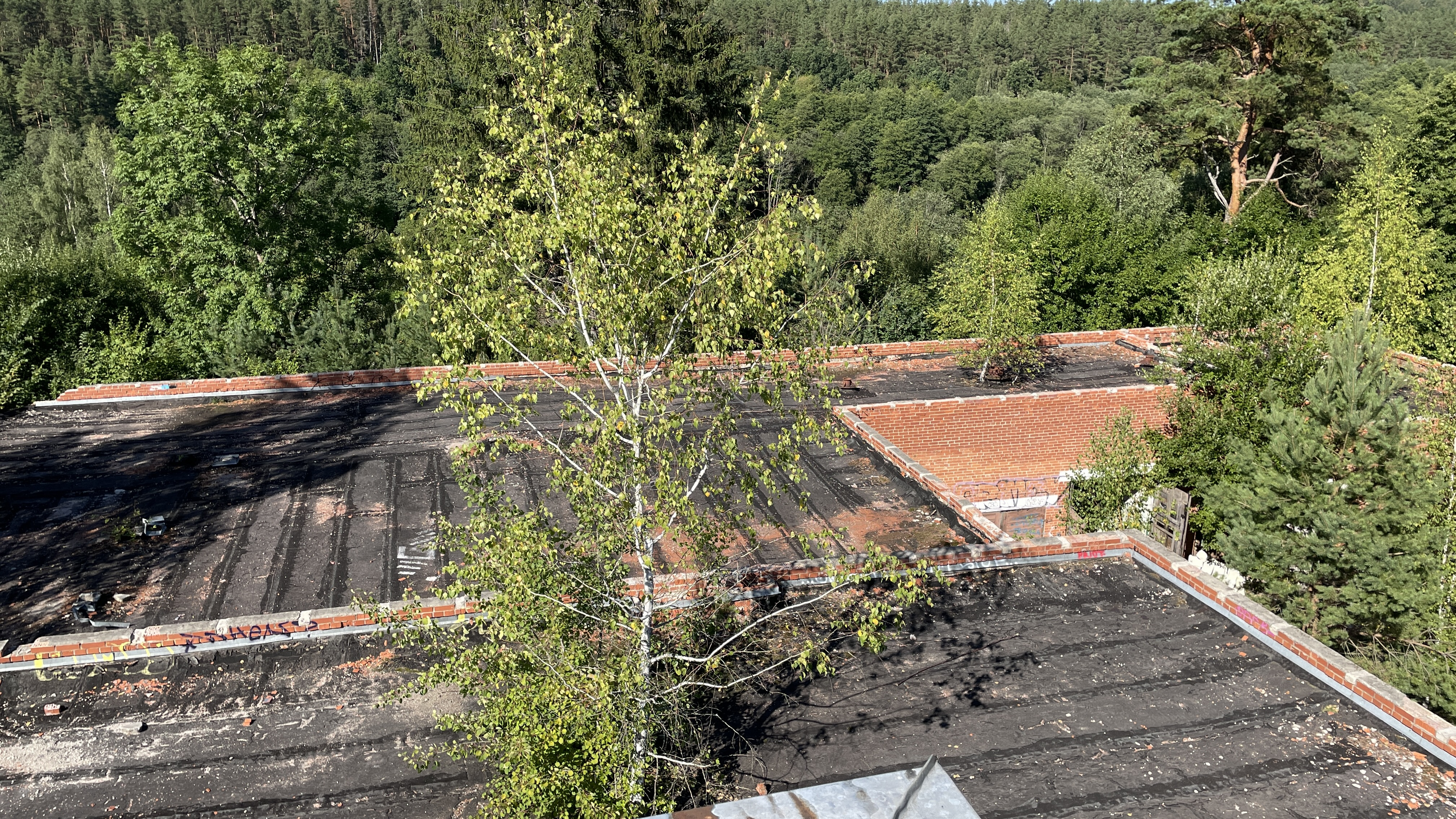
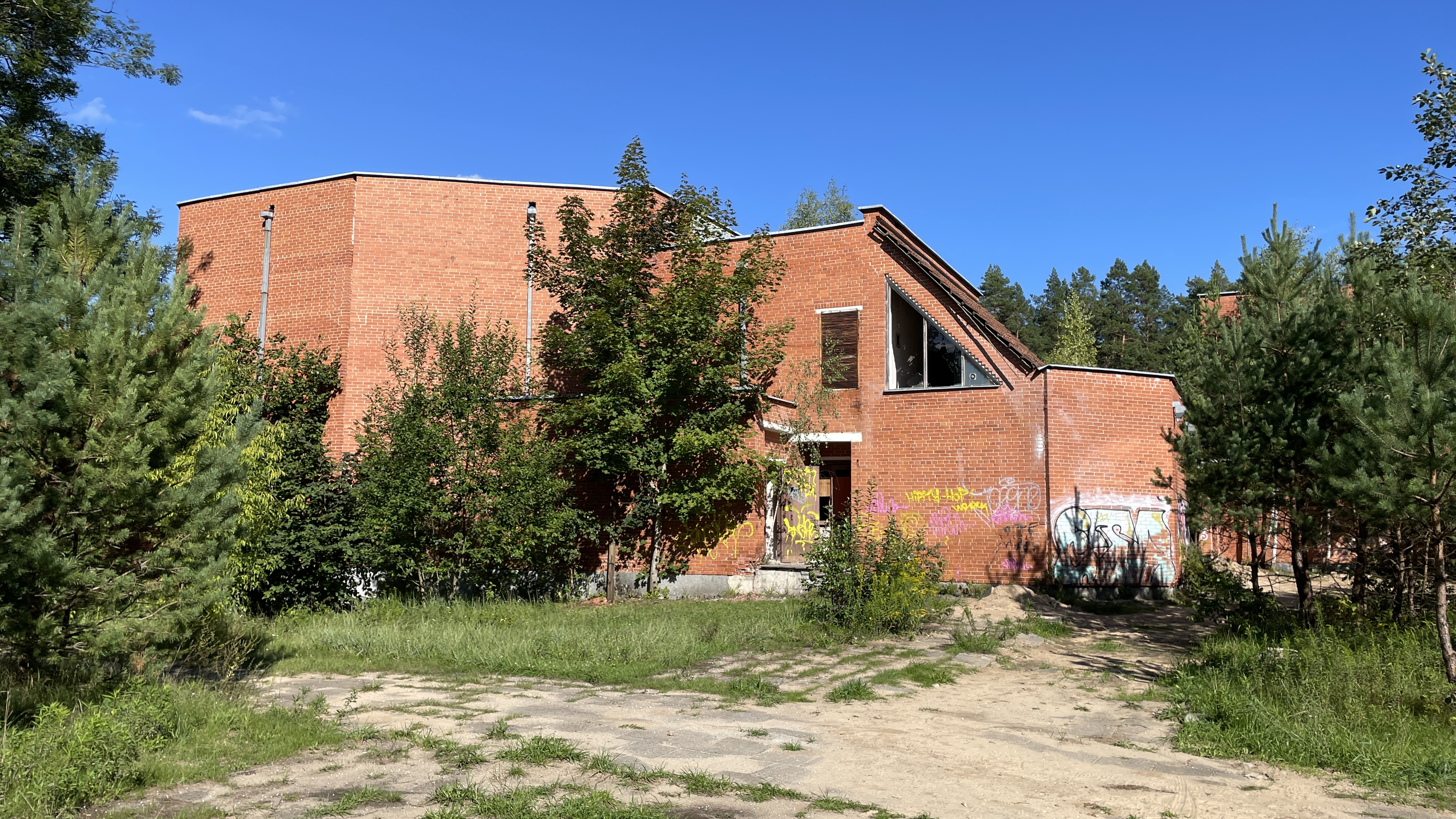
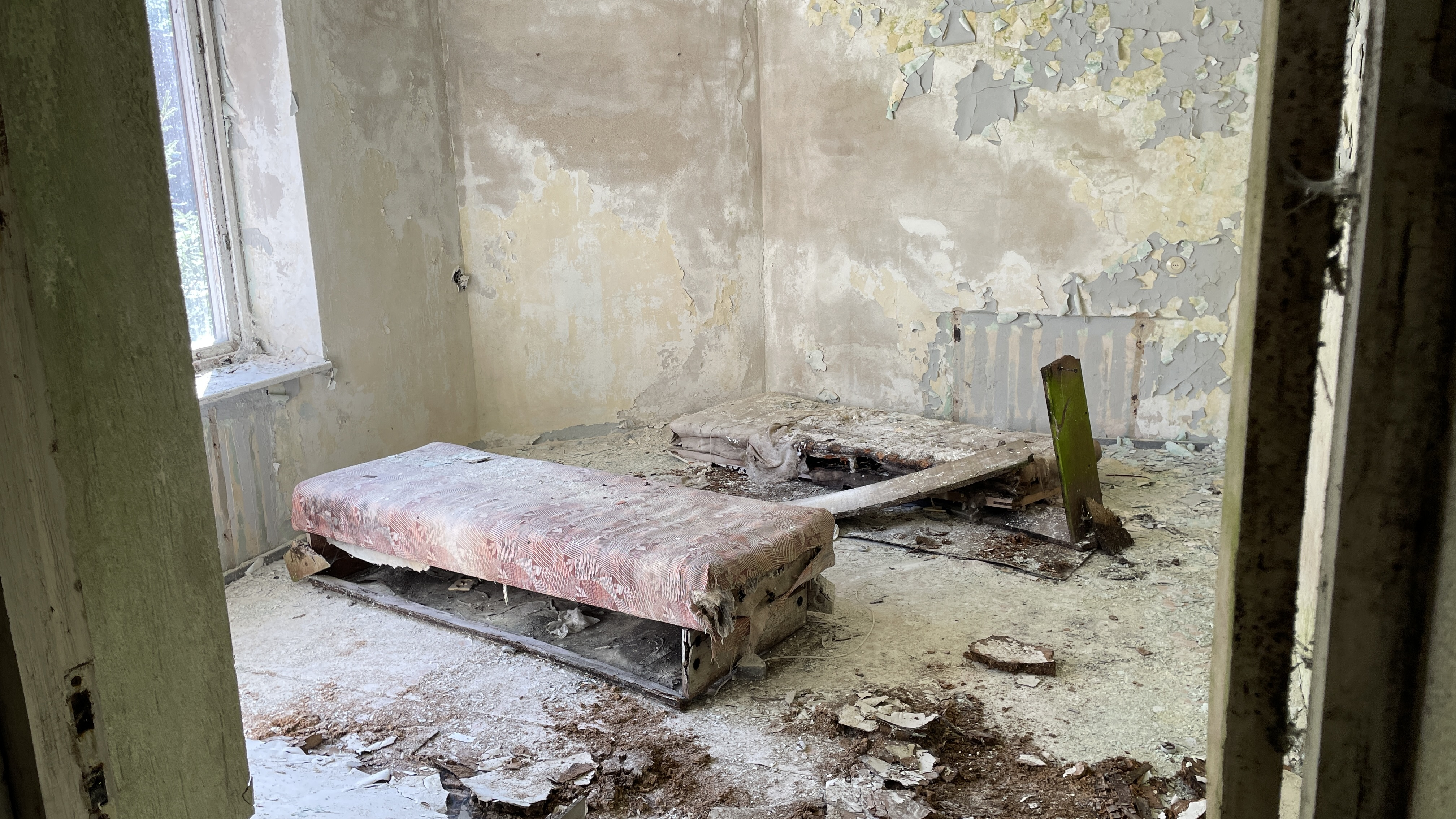
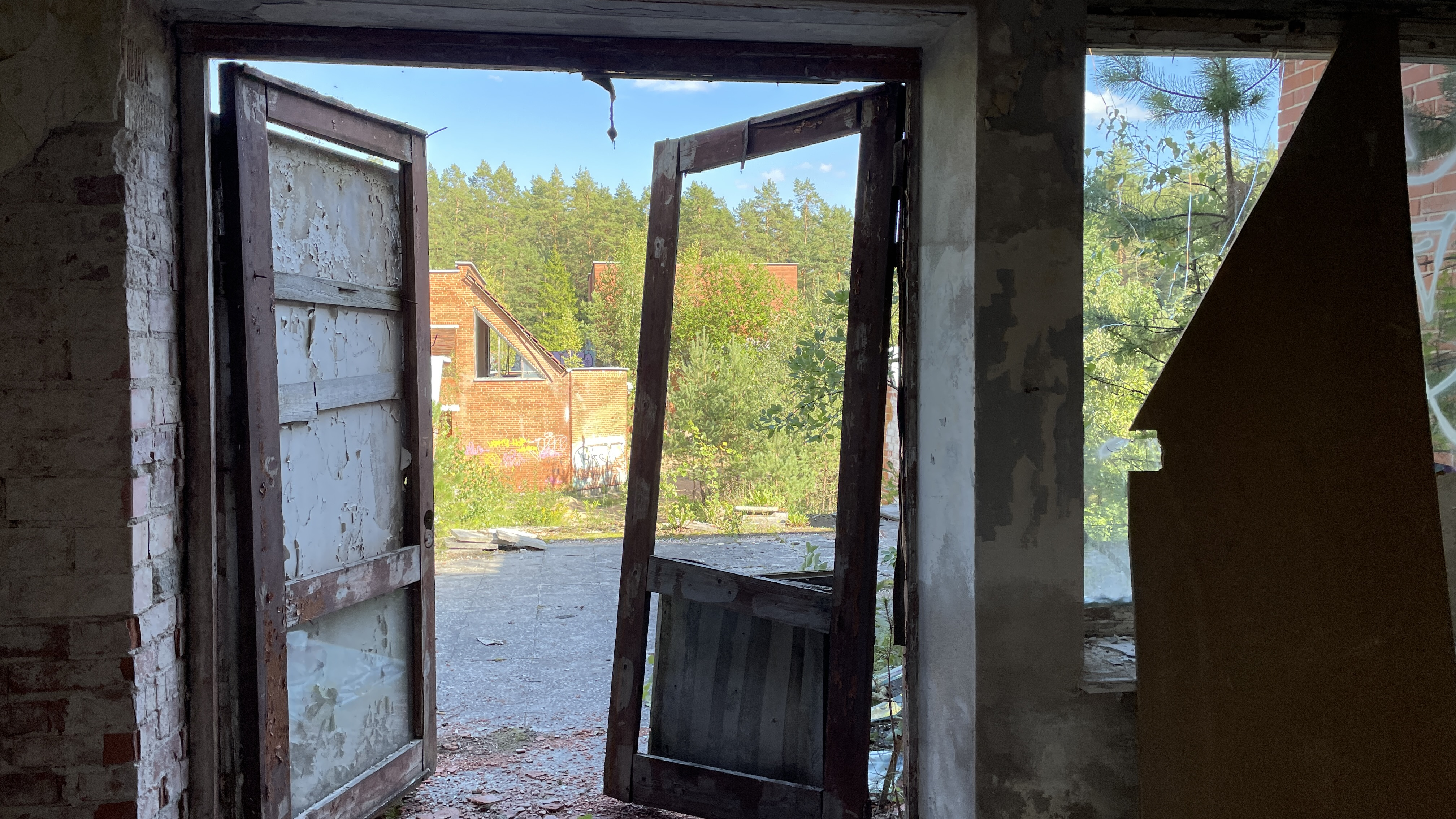
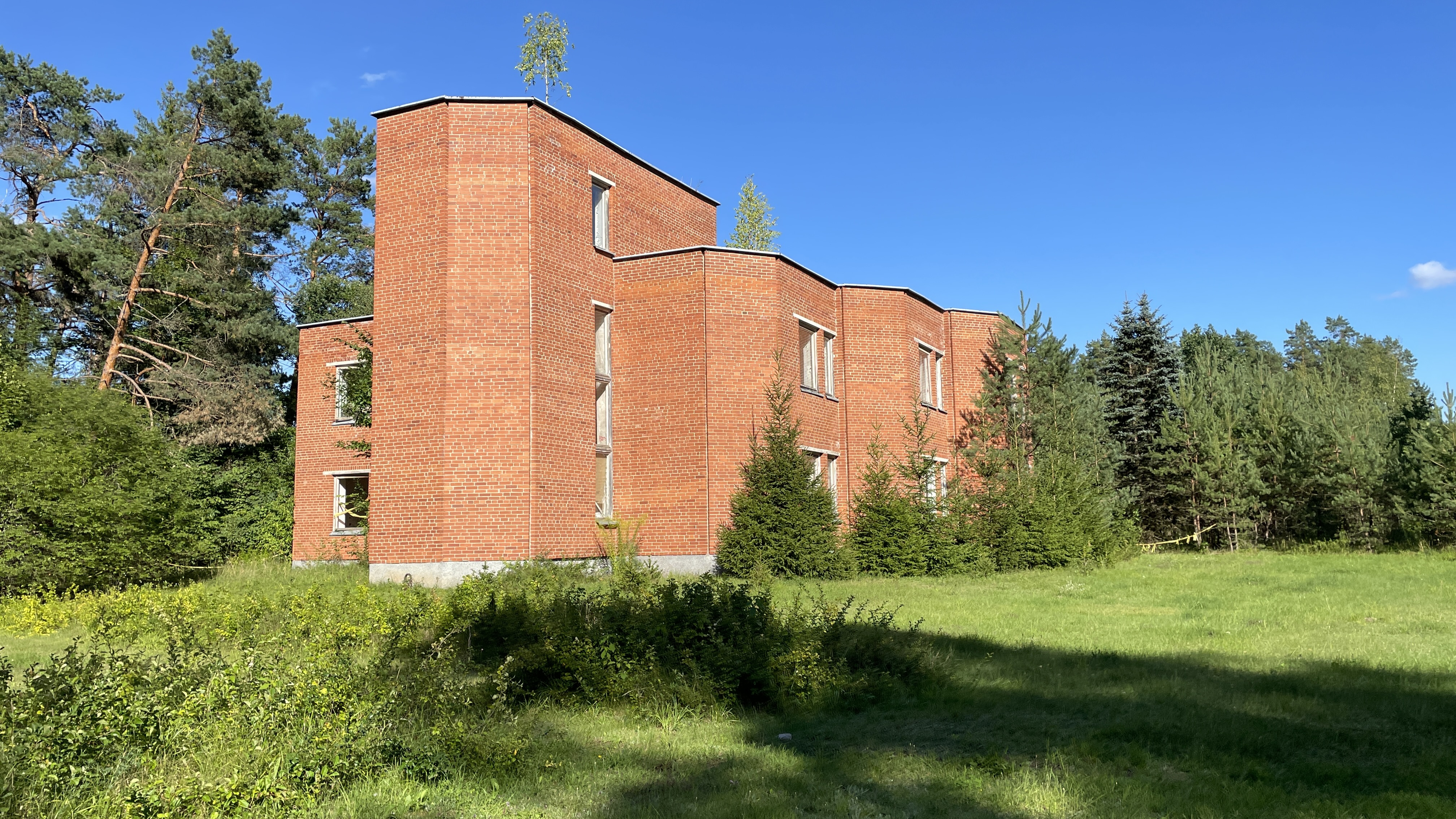
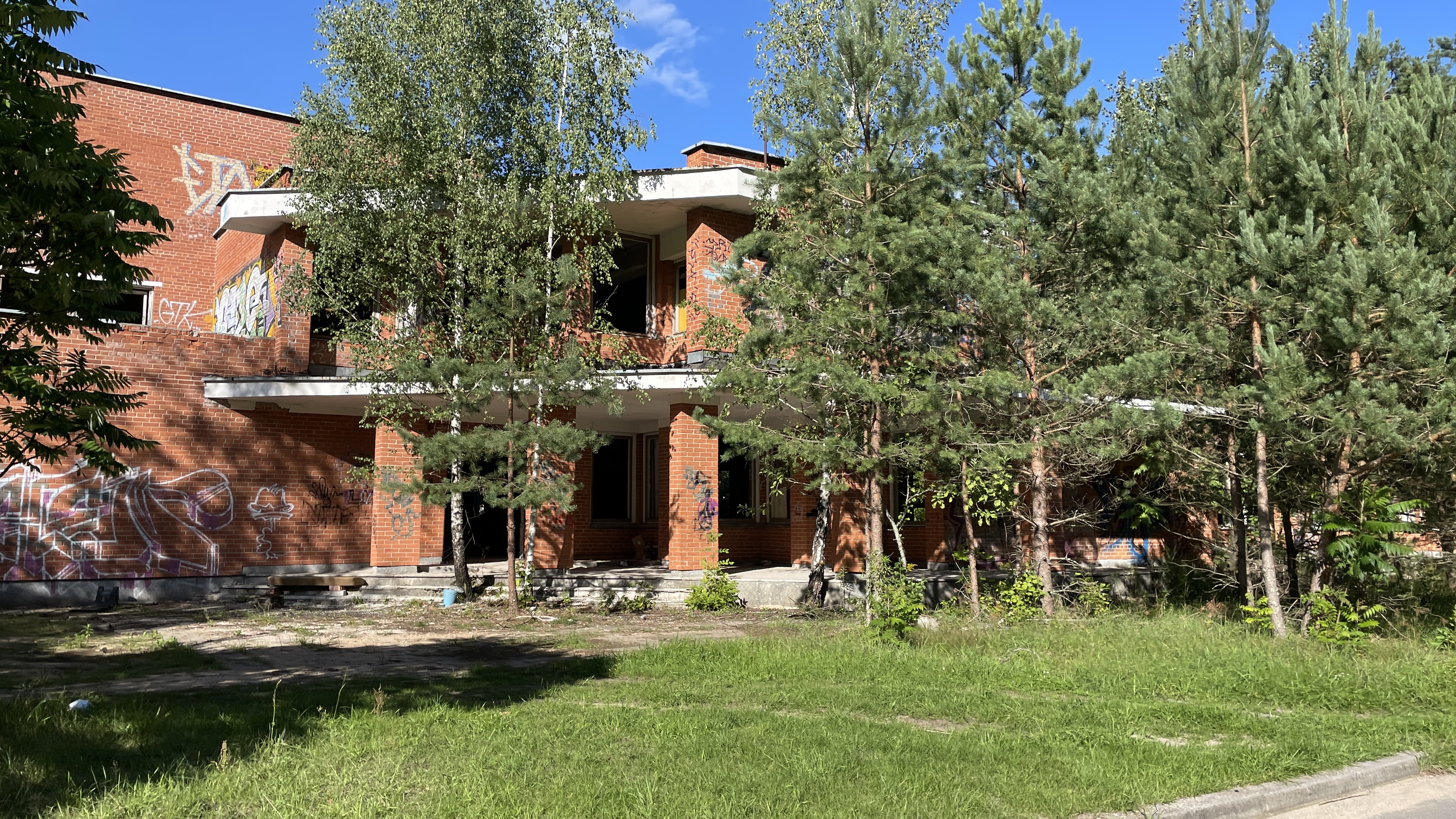
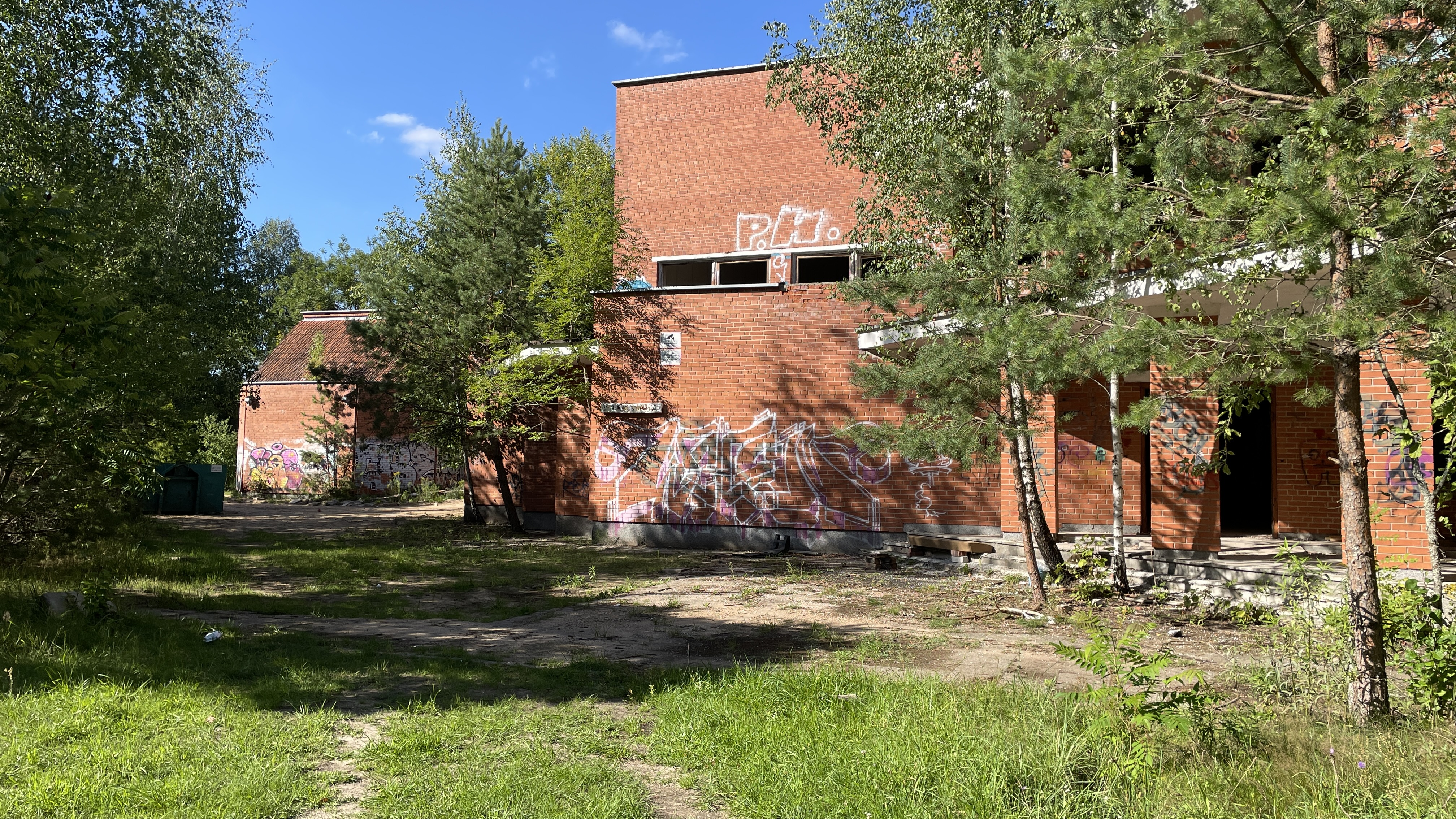
Заброшенная столовая
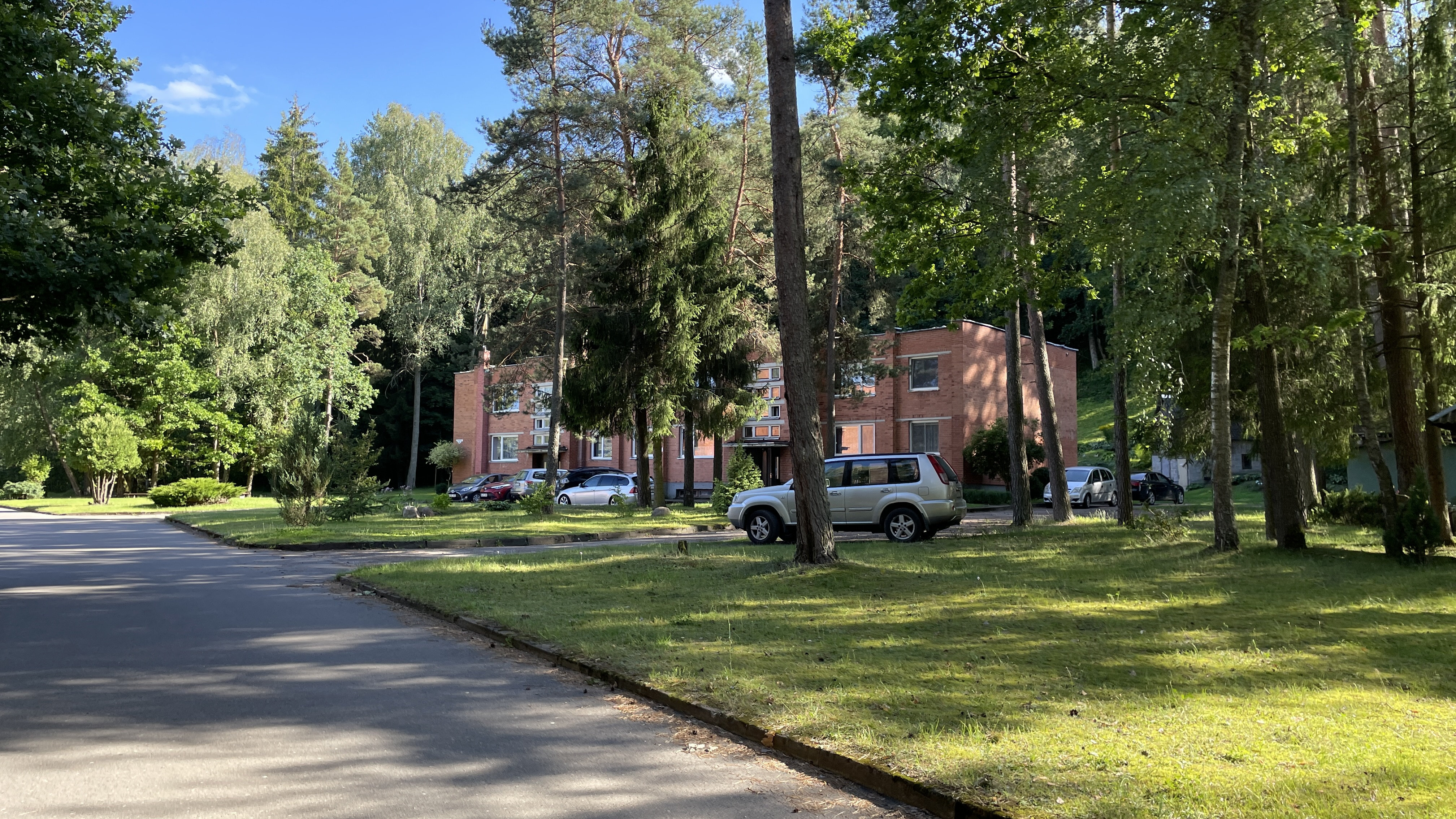
Жилой многоквартирный дом
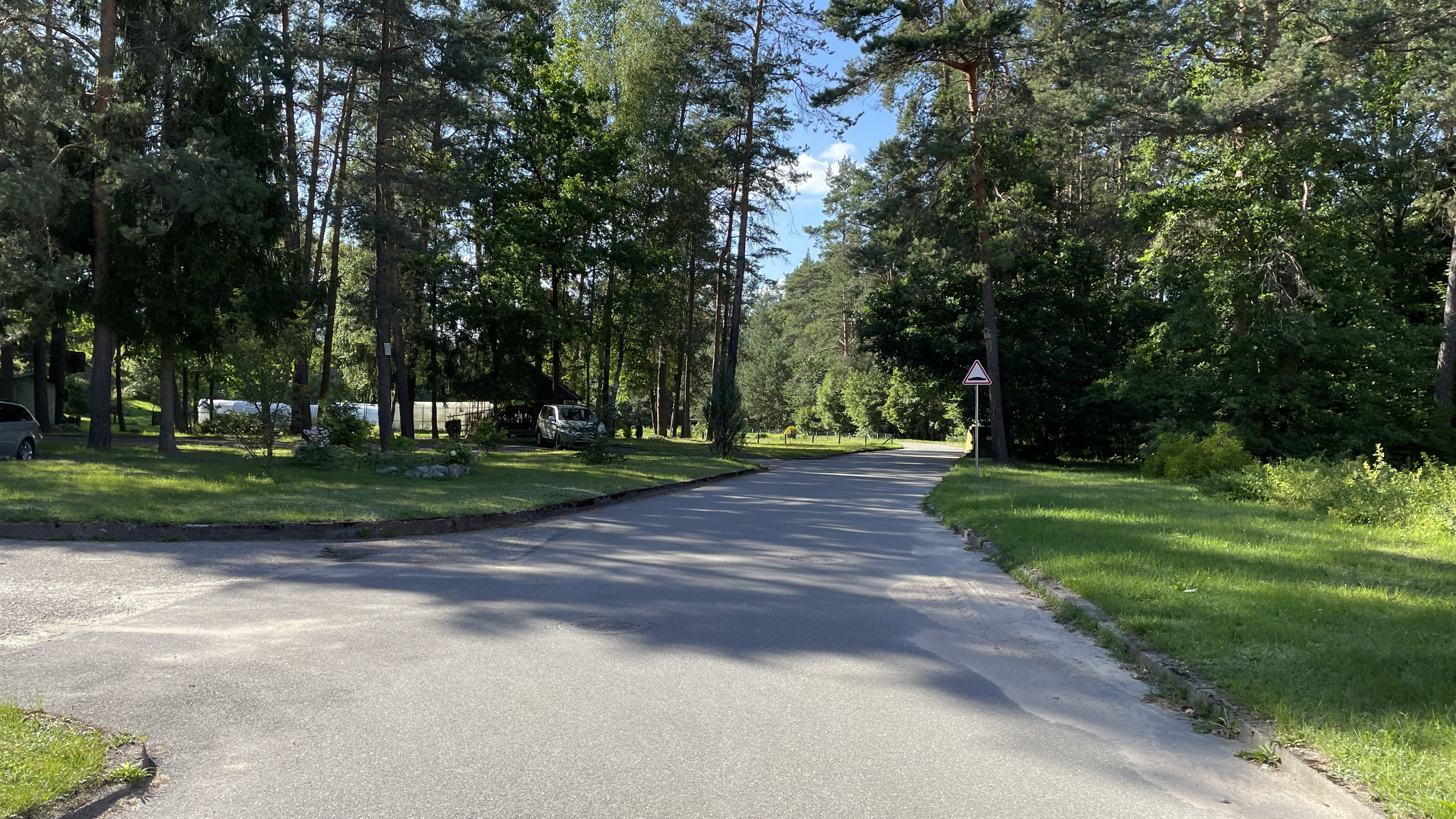
Улица Сайдес (лит. Saidės gatvė)

## Примечание
1. ↑  Maps.lt. maps.lt. Дата обращения: 28 августа 2022. Архивировано 20 марта 2022 года.
2. ↑  Registrų Centras. Stirniai (лит.) (недоступная ссылка — история).
3. ↑  Европейская Россия (Шуберт) 1:126K v.1. retromap.ru. Дата обращения: 30 августа 2022. Архивировано 30 августа 2022 года.
4. ↑  Европейская Россия (Шуберт) 1:126K v.2. retromap.ru. Дата обращения: 30 августа 2022. Архивировано 30 августа 2022 года.
5. ↑  Польская карта Белоруссии 1:100K. retromap.ru. Дата обращения: 30 августа 2022. Архивировано 30 августа 2022 года.
6. ↑  Польская карта Белоруссии и Литвы 1:100К. retromap.ru. Дата обращения: 30 августа 2022. Архивировано 30 августа 2022 года.
7. ↑  Лист N-35 карты РККА 1:100К. retromap.ru. Дата обращения: 30 августа 2022. Архивировано 30 августа 2022 года.
8. ↑  Подробная карта мира - v.2. retromap.ru. Дата обращения: 30 августа 2022. Архивировано 30 августа 2022 года.
9. ↑  Квадрат N-35 топографических карт 1:100K. retromap.ru. Дата обращения: 30 августа 2022. Архивировано 30 августа 2022 года.
10. ↑  Grigaliūnaitė, Violeta. Vaizdingame Trakų rajono kampelyje esantis reabilitacijos centras – lyg po karo (лит.). 15min.lt/verslas. Дата обращения: 10 марта 2024. Архивировано 10 марта 2024 года.
11. ↑  Rekvizitai.lt. Reabilitacijos centras AUŠVEITA (лит.). Rekvizitai.lt. Дата обращения: 10 марта 2024. Архивировано 10 марта 2024 года.
12. ↑  Reabilitacijos centras "Aušveita" (неопр.). Pamiršta.lt. Дата обращения: 10 марта 2024.
13. ↑  Гошкевич И. И. Виленская губерния: Полный список населенных мест со статистическими данными о каждом поселении, составленный по официальным сведениям.. — Вильнюс, 1905.
14. ↑  Wykaz miejscowości Rzeczypospolitej Polskiej, t. 1, Warszawa 1938.
15. 1 2  Сельские поселения Литовской ССР в 1959 и 1970 гг. (Данные Всесоюзной переписи населения). Вильнюс: Центральное статистическое управление при Совете Министров Литовской ССР, 1974.
16. ↑  Сельские населённые пункты Литовской ССР. (данные Всесоюзной переписи населения 1979 года) (лит.). lietuvai.lt.
17. ↑  Kaimo gyvenamosios vietovės (1989 metų Visuotinio gyventojų surašymo duomenys). Vilnius: Lietuvos Respublikos Statistikos departamentas, 1993.
18. ↑  Поселения Вильнюсского уезда и их жители. Вильнюс: Статистическое управление Литвы, 2003.
19. ↑  Население населенных пунктов: результаты переписи населения и жилищного фонда Литвы. 2011 год.. Вильнюс: Статистический департамент, 2013.
20. ↑  Население населенных пунктов: результаты переписи населения и жилищного фонда Литвы. 2021 год.. Вильнюс: Статистический департамент, 2023.